# Я свободен, я ничей
«Я свобо́ден, я ниче́й» — российский художественный фильм 1994 года режиссёра Валерия Пендраковского.

## Сюжет
Герой фильма Чесноков не может сделать выбор между женой Риммой и молоденькой любовницей Машенькой.

## В ролях
| Актёр                | Роль                               |
| -------------------- | ---------------------------------- |
| Валентин Гафт        | Леонид Дмитриевич Чесноков         |
| Наталья Егорова      | жена Чеснокова Римма Александровна |
| Анастасия Немоляева  | любовница Чеснокова Маша           |
| Нина Русланова       | мать Маши Александра Васильевна    |
| Николай Тимохин      | сын Чеснокова                      |
| Аким Салбиев         | экстрасенс Дориан                  |
| Наталья Седых        | гостья                             |
| Елизавета Никищихина | секретарь                          |
| Иван Косых           | Камео                              |

## Съёмочная группа
- Режиссёр: Валерий Пендраковский
- Автор сценария: Наталия Рязанцева
- Монтаж: Наталия Добрунова
- Оператор: Сергей Некрасов
- Композитор: Андрей Эшпай
- Художник: Михаил Карташов

## Признание
Премия «Ника»-1995
- Номинация: Лучшая сценарная работа (Наталия Рязанцева)
- Номинация: Лучшая женская роль (Нина Русланова).

«Кинотавр»-1995
- Гран-при Большого конкурса (Номинация)